# Aztec Motel
El Aztec Motel, también conocido como Aztec Auto Court o Aztec Lodge, era un motel histórico ubicado en la antigua Ruta 66 en el vecindario Upper Nob Hill de Albuquerque, la ciudad más poblada del estado de Nuevo México (Estados Unidos). Hasta su demolición en 2011, era el motel Route 66 en funcionamiento continuo más antiguo de Nuevo México y "uno de los cinco moteles más importantes que quedan" en Albuquerque.

## Historia
El Aztec Motel fue construido en 1932 como el primero de lo que eventualmente serían docenas de canchas de autos que bordean la Avenida Central, que se convirtió en 1936 en la Ruta 66. Durante una remodelación del edificio en la década de 1950, los garajes fueron amurallados, lo que llevó el número de unidades de 13 a 17, y un nuevo letrero de neón reemplazó al original.
Fue incluido en el Registro de Bienes Culturales del Estado de Nuevo México y en el Registro Nacional de Lugares Históricos en 1993.  El edificio era bien conocido localmente por su decoración exterior, que consistía en cientos de objetos encontrados ensamblados en la década de 1990 por un residente del motel. La obra fue descrita en el Albuquerque Journal como una "amada instalación de arte popular local".
En 2003, Aztec Motel recibió un fondo del Programa de Preservación del Corredor de la Ruta 66 del Servicio de Parques Nacionales para restaurar su letrero de neón.

### Demolición
El Aztec Motel fue demolido a principios de junio de 2011. Los propietarios del motel citaron su estado de deterioro y los altos costos de mantenimiento como razones para la demolición, estimando que el edificio costaría 1 millón de dólares para renovarlo. El letrero de neón del motel se dejó en pie y estaba destinado a ser parte del desarrollo futuro del sitio. Sin embargo, el letrero terminó siendo eliminado en marzo de 2015. La ciudad declaró su intención de restaurarlo y reinstalarlo en una ubicación por determinar.

## Galería

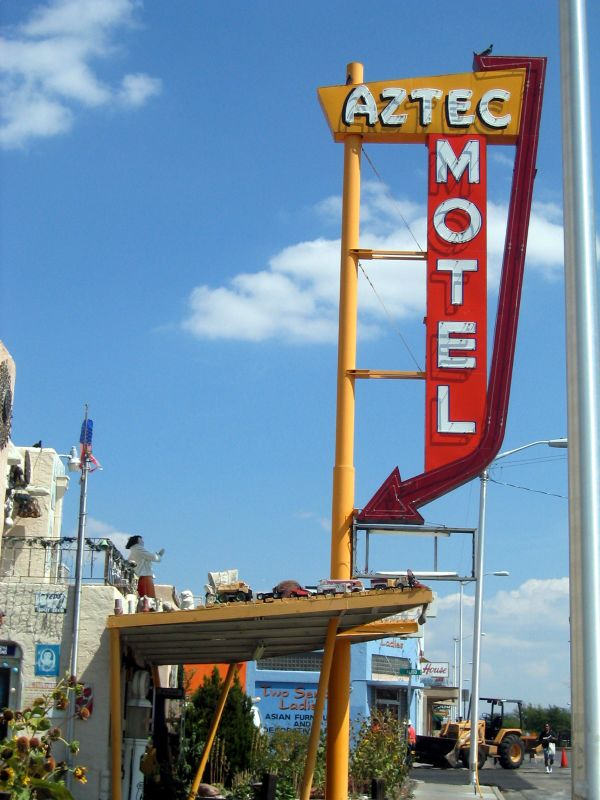
Letrero histórico
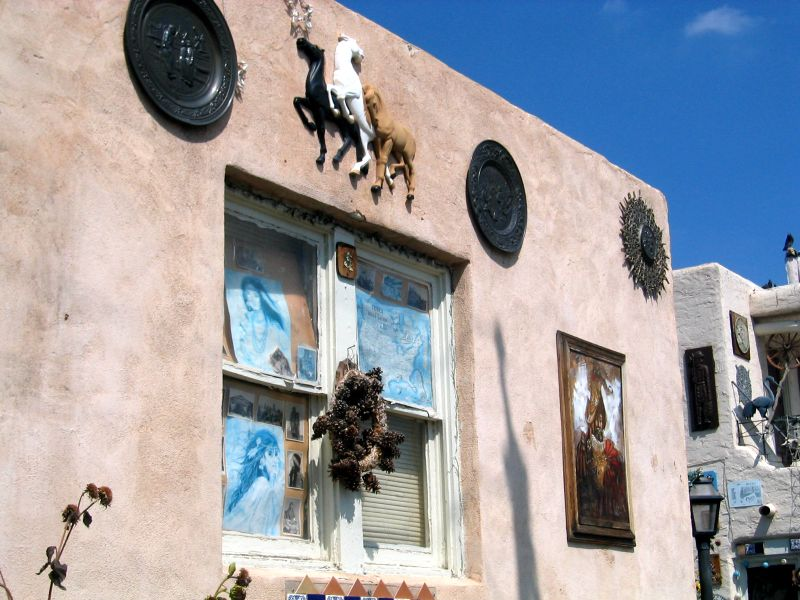
Relieves
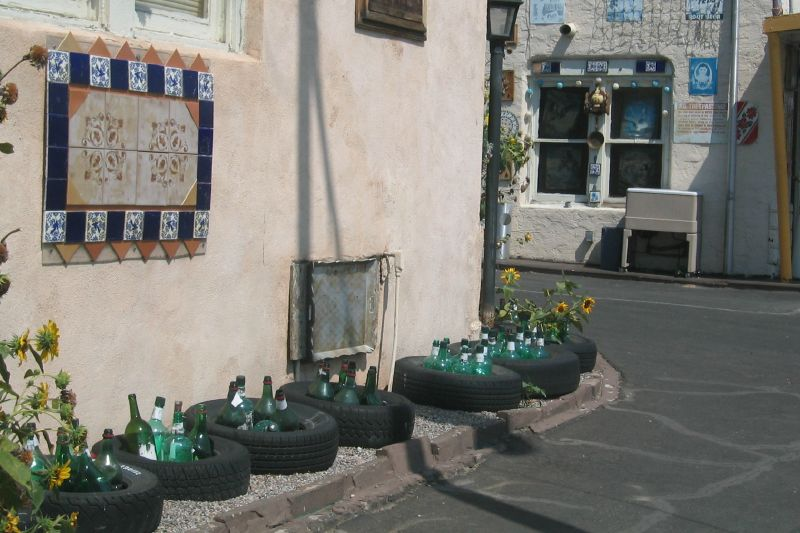
Patio del motel
Aspecto en 1980
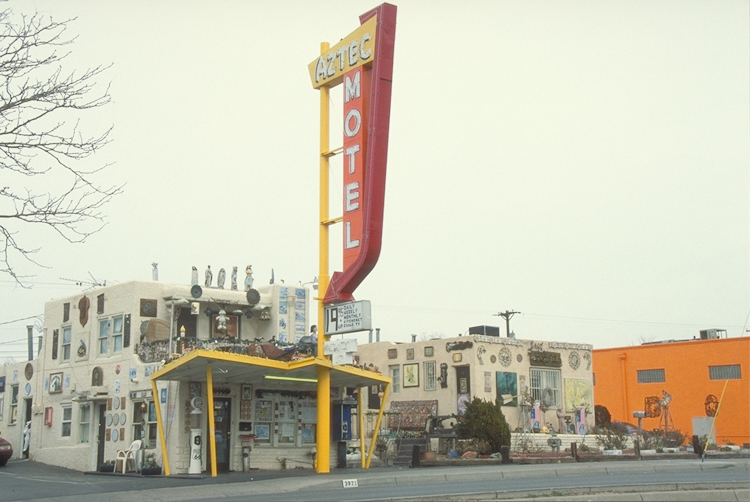
Vista desde la Ruta 66 (pre 1932)